# 1943 v hudbě
Tento článek obsahuje události související s hudbou, které proběhly v roce 1943.

## Narození
- 2. leden – Baris Manco, zpěvák-skladatel
- 10. leden – Jim Croce, zpěvák-skladatel († 1973)
- 17. leden – Chris Montez, zpěvák
- 19. leden – Janis Joplin, zpěvačka († 1971)
- 30. leden – Marty Balin, (Jefferson Airplane)
- 3. únor – Dennis Edwards (The Temptations)
- 5. únor – Charles Winfield (Blood, Sweat & Tears)
- 8. únor – Creed Bratton (The Grass Roots)
- 9. únor – Barbara Lewis
- 14. únor – Eric Andersen, zpěvák-skladatel
- 19. únor – Lou Christie, zpěvák
- 23. únor – Moshe Cotel, pianista († 2008)
- 25. únor – George Harrison, kytarista a člen The Beatles († 2001)
- 26. únor – Paul Cotton, Poco
- 2. březen – George Benson
- 7. březen – Chris Taylor White, The Zombies
- 14. březen – Jim Pons (The Turtles, The Mothers Of Invention)
- 18. březen – Dennis Linde, skladatel
- 21. březen – Vivian Stanshall, zpěvák-skladatel, The Bonzo Dog Doo-Dah Band († 1995)
- 22. březen – Keith Relf, hudebník (The Yardbirds) († 1976)
- 29. březen – Vangelis, hudebník a skladatel
- 2. duben
  - Larry Coryell
  - Glen Dale, The Fortunes
- 3. duben
  - Richard Manuel, The Band
  - Joe Vann, The Duprees
- 7. duben – Mick Abrahams, kytarista (Jethro Tull)
- 9. duben – Terry Knight, hudební producent, zpěvák a skladatel († 2004)
- 11. duben – Tony Victor, The Classics
- 26. duben – Gary Wright, Spooky Tooth († 2023)
- 28. duben – Vratislav Brabenec, saxofonista The Plastic People of the Universe
- 30. duben – Bobby Vee, zpěvák
- 7. květen – Rick West, The Tremeloes
- 8. květen
  - Paul Samwell-Smith, The Yardbirds, Renaissance
- 9. květen – Bruce Milner, Every Mother's Son
- 11. květen
  - Les Chadwick, Gerry & The Pacemakers
  - Arnie Satin, The Dovells
- 13. květen – Mary Wells, zpěvák († 1992)
- 14. květen
  - Derek Leckenby (Herman's Hermits)
  - Jack Bruce, kytarista (Cream)
- 25. květen – Leslie Uggams, americký zpěvák
- 26. květen – Levon Helm, The Band
- 27. květen – Cilla Black, zpěvák
- 28. květen – Tony Mansfield, Billy J. Kramer & The Dakotas
- 2. červen – Jimmy Castor
- 3. červen – Mike Dennis, The Dovells
- 12. červen – Reg Presley, zpěvák a skladatel (The Troggs)
- 14. červen – Muff Winwood (Spencer Davis Group)
- 15. červen – Johnny Hallyday, zpěvák a herec
- 17. červen – Barry Manilow, zpěvák, pianista a skladatel
- 23. červen – James Levine, pianista
- 26. červen – Georgie Fame, R & B hudebník
- 28. červen – Bobby Harrison, Procol Harum
- 29. červen – Little Eva († 2003)
- 30. červen – Florence Ballard, The Supremes († 1976)
- 1. červenec – Jeff Wayne, americký hudebník
- 3. červenec – Judith Durham, (The Seekers)
- 4. červenec
  - Alan Wilson (Canned Heat) († 1970)
  - Conny Bauer, jazzový hráč na pozoun
- 12. červenec – Christine McVie, (Fleetwood Mac)
- 18. červenec
  - Robin MacDonald, Billy J. Kramer & The Dakotas
  - Bobby Sherman
- 25. červenec – Jim McCarty, britský rockový hudebník (The Yardbirds)
- 26. červenec – Mick Jagger, zpěvák (The Rolling Stones)
- 27. červenec – Al Ramsey, Gary Lewis & The Playboys
- 28. červenec – Richard Wright, anglický klávesista (Pink Floyd) († 2008)
- 2. srpen
  - Patrick Adiarte († 2025)
  - Kathy Lennon, (The Lennon Sisters)
- 4. srpen – David Carr, klávesista (The Fortunes)
- 10. srpen – Ronnie Spectorová, zpěvák
- 11. srpen – Denis Payton, saxofonista (The Dave Clark Five)
- 19. srpen – Billy J. Kramer, zpěvák (Billy J. Kramer & The Dakotas)
- 24. srpen – John Cipollina (Quicksilver Messenger Service) († 1989)
- 26. srpen – Dori Caymmi, brazilský zpěvák-skladatel
- 28. srpen
  - Honey Lantree, bubeník (The Honeycombs)
  - David Soul, zpěvák a herec
- 29. srpen – Dick Halligan, Blood, Sweat & Tears
- 2. září
  - Rosalind Ashford, Martha and the Vandellas
  - Joe Simon
- 5. září – Joe Speedo Frazier, The Impalas
- 6. září – Roger Waters (Pink Floyd)
- 11. září – Micky Hart, Grateful Dead
- 12. září – Maria Muldaur
- 16. září – Joe Butler, The Lovin' Spoonful
- 20. září – Ted Neeley, herec a zpěvák (Jesus Christ Superstar)
- 23. září
  - Steve Boone, The Lovin' Spoonful
  - Julio Iglesias, zpěvák
- 25. září
  - John Locke (Spirit)
  - Gary Alexander, The Association
- 26. září – Georgie Fame, R&B zpěvák
- 27. září – Randy Bachman, The Guess Who, Bachman–Turner Overdrive
- 28. září – Nick St. Nicholas (Steppenwolf)
- 1. říjen – Jerry Martini, Sly & The Family Stone
- 5. říjen – Steve Miller, Steve Miller Band
- 7. říjen – Dino Valenti, Quicksilver Messenger Service
- 10. říjen – Denis D'Ell, The Honeycombs
- 16. říjen – Fred Turner, Bachman–Turner Overdrive
- 21. říjen – Ron Elliott, The Beau Brummels
- 23. říjen – Barbara Ann Hawkins, The Dixie Cups
- 24. říjen – Dafydd Iwan, folokový zpěvák a skladatel, politik
- 3. listopad – Bert Jansch, Pentangle
- 7. listopad – Joni Mitchell, musician
- 12. listopad
  - Brian Hyland, zpěvák
  - Jimmy Hayes, The Persuasions
- 12. listopad – John Maus, The Walker Brothers
- 16. listopad – Winifred Lovett, The Manhattans
- 28. listopad – Randy Newman, zpěvák-skladatel
- 30. listopad
  - Leo Lyons, Ten Years After
  - Rob Grill, The Grass Roots
- 6. prosinec – Mike Smith, zpěvák-skladatel (The Dave Clark Five) († 2008)
- 8. prosinec – Jim Morrison, zpěvák (The Doors) († 1971)
- 9. prosinec – Rick Danko, The Band
- 10. prosinec – Chad Stuart, zpěvák (Chad and Jeremy)
- 12. prosinec
  - Dickey Betts, The Allman Brothers Band
  - Dave Munden The Tremeloes
  - Grover Washington, Jr.
- 16. prosinec – Tony Hicks, kytarista (The Hollies)
- 18. prosinec – Keith Richards, The Rolling Stones
- 23. prosinec – Harry Shearer, herec a hudebník (This Is Spinal Tap)
- 31. prosinec
  - John Denver, zpěvák-skladatel († 1997)
  - Peter Quaife, The Kinks († 2010)

## Úmrtí
- 7. únor – Clara Novello Davies, zpěvačka, matka Ivor Novello
- 17. únor – Armand J. Piron
- 20. červenec – Maria Gay, operní zpěvačka
- 15. prosinec – Fats Waller
- 18. prosinec – Joseph McCarthy, skladatel